# Porta sullo spazio
Porta sullo spazio (titolo originale: Probability Space) è un romanzo di fantascienza scritto da Nancy Kress nel 2002, terzo ed ultimo libro del ciclo delle porte sull'infinito (o ciclo delle probability), preceduto da Porta per l'infinito (Probability Moon, 2000) e Porta per il sole (Probability Sun, 2001).

## Trama
La storia riprende le vicende della guerra contro gli alieni xenofobi cadenti che controllano la scienza delle "porte" spaziali, dalla Terra a Marte sino allo spazio siderale, seguendo le vicende del maggiore Kaufman, della sensitiva Marbet Grant e di Amanda, la figlia primogenita di Tom Capelo.